# Carl Gustaf Goës
Carl Gustaf Goës, född 5 december 1763 Öja socken, Södermanland, död 15 december 1793 i Öja socken, Södermanland, var en svensk tonsättare och officer.

## Biografi
Carl Gustaf Goës föddes 5 december 1763 i Öja socken, Södermanland. Han var son till kornetten Adam Reinhold Goës och Eva Christina von Feilitzen. Goës kom senare att bli officer. Han avled 15 december 1793 i Öja socken.

## Musikverk

### Cittra
- Rondo i A-dur.[7]

### Luta
- Rondo i D-dur.[7]

### Harpa
- Andante siciliano i d-moll.[7]
- La petitte favorite i Eb-dur.[7]
- Larghetto i g-moll.[7]
- Sonat i B-dur.[7]
- Villageoise med variationer i g-moll.[7]

### Piano
- Malborough med variationer i C-dur.[7]
- Tema i G-dur. Publicerad 1795 i Musikaliskt Tidsfördrif som nummer 17/18.[7]
- Tema med variationer i C-dur.[7]
- Tema med variationer i C-dur.[7]
- Werther med variationer i a-moll.[7]
- Visa i C-dur.[7]